# West-Bandung
West-Bandung (Indonesisch:Kabupaten Bandung Barat) is een regentschap in de provincie West-Java op het eiland Java. Bandung Barat telde in 2020 1.627.816 inwoners op een oppervlakte van 1306 km².
Het regentschap ligt ten westen van de stad Bandung en is onderdeel van diens agglomeratie “Bandung Basin”.
Stadsgemeenten: Bandung · Banjar · Bekasi · Bogor · Cimahi · Cirebon · Depok · Sukabumi · Tasikmalaya

Regentschappen: Bandung · Bekasi · Bogor · Ciamis · Cianjur · Cirebon · Garut · Indramayu · Karawang · Kuningan · Majalengka · Pangandaran · Purwakarta · Subang · Sukabumi · Sumedang · Tasikmalaya · West-Bandung